# Hising Island

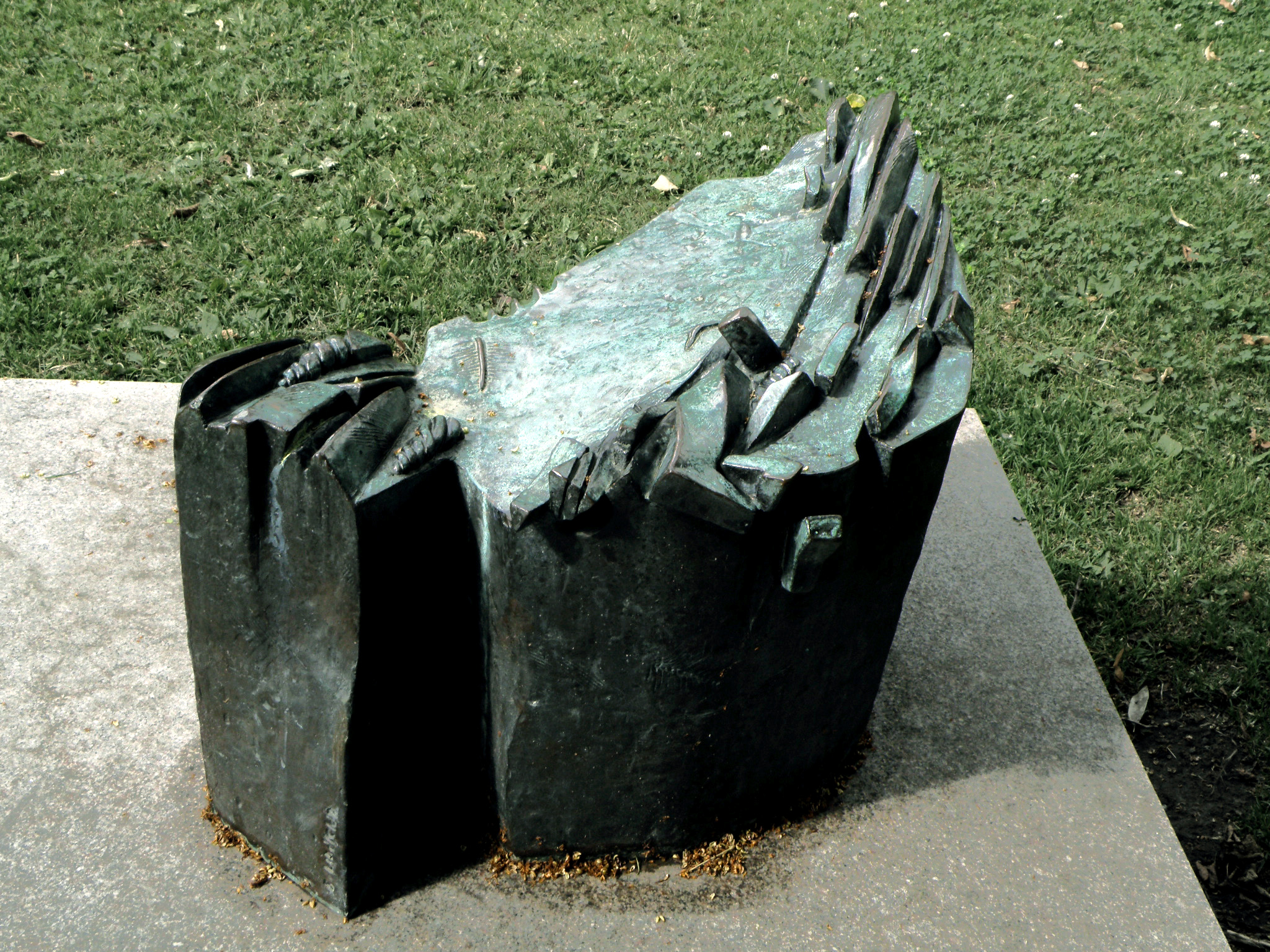
Hising Island på Hisingen.

Hising Island är en liten skulptur i brons av Berit Lindfeldt som numera står vid Kvillebäcken (Brämaregatan/Herkulesgatan) på ön Hisingen i Göteborg.
Skulpturen har formen av en utstansad geologisk plugg efter Hisingens kontur på kartan. Stiliserade detaljer av klippformationer i öster och väster, med slättmark i centrum. I ytan finns inristade fossil.  
Skulpturen är utplacerad av Charles Felix Lindbergs donationsfond 1985. Den stod då på Wieselgrensplatsen, där originalsockeln i betong, dekorerad med ristningar och inbäddad strandsten, ännu[när?] står kvar.

## Galleri

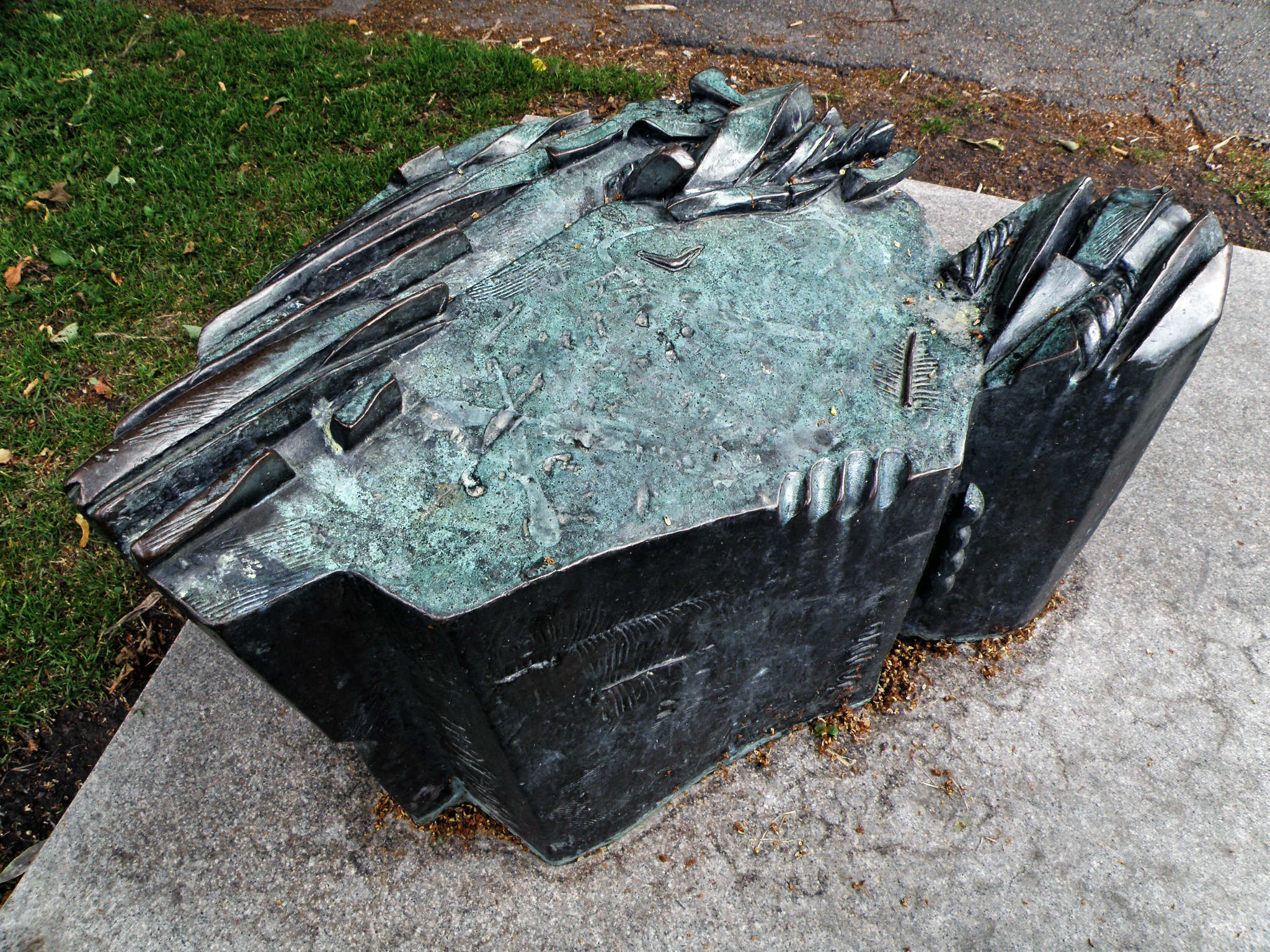
Hising Island från ovan
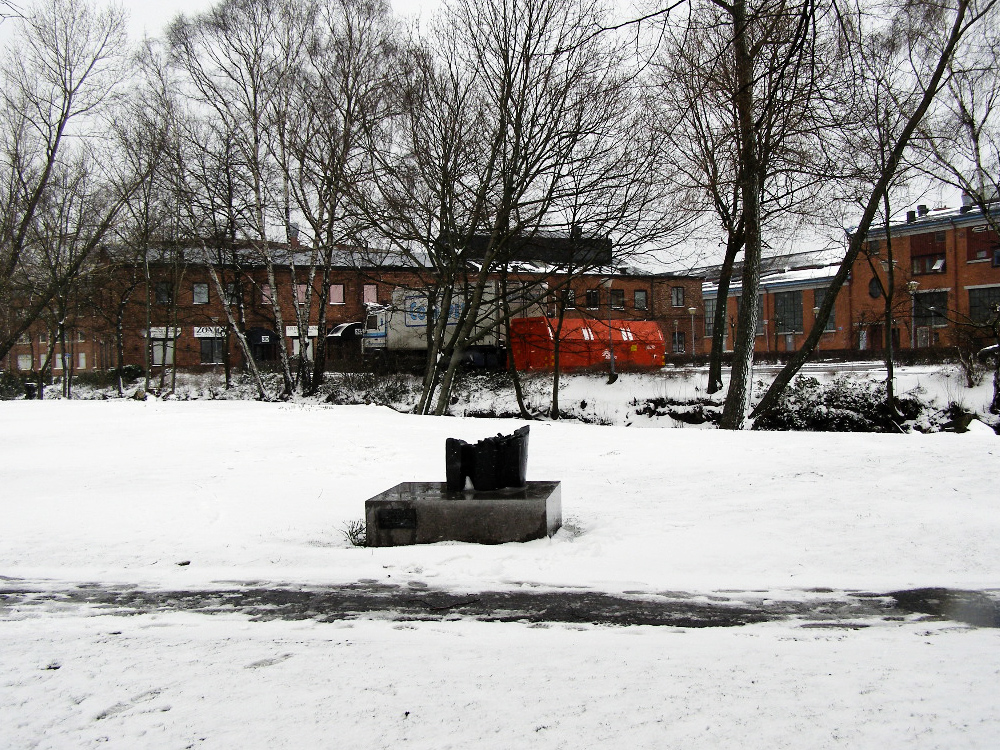
Hising Island på sin nuvarande plats mars 2008
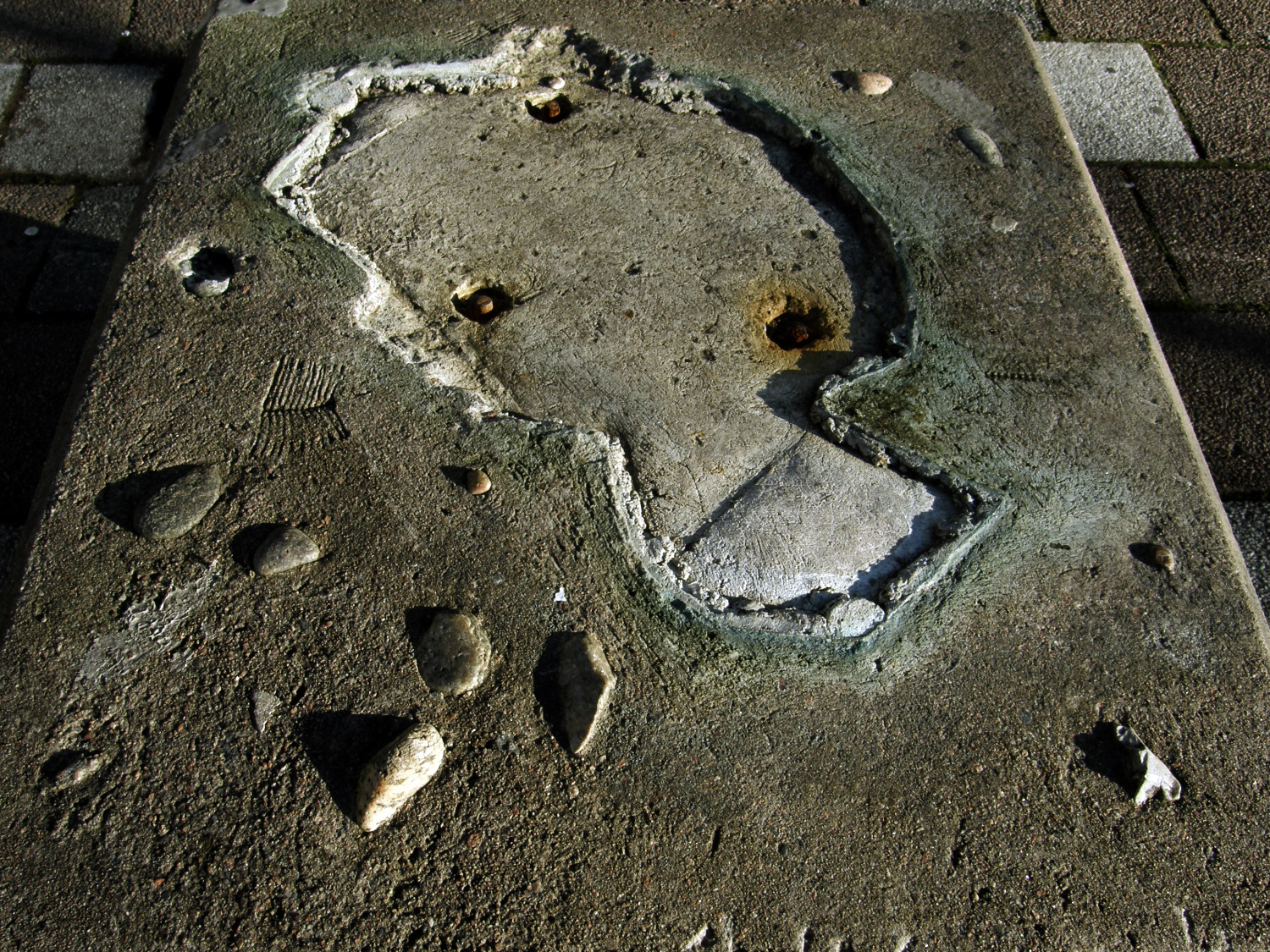
Skulpturens tomma sockel med dekorationer
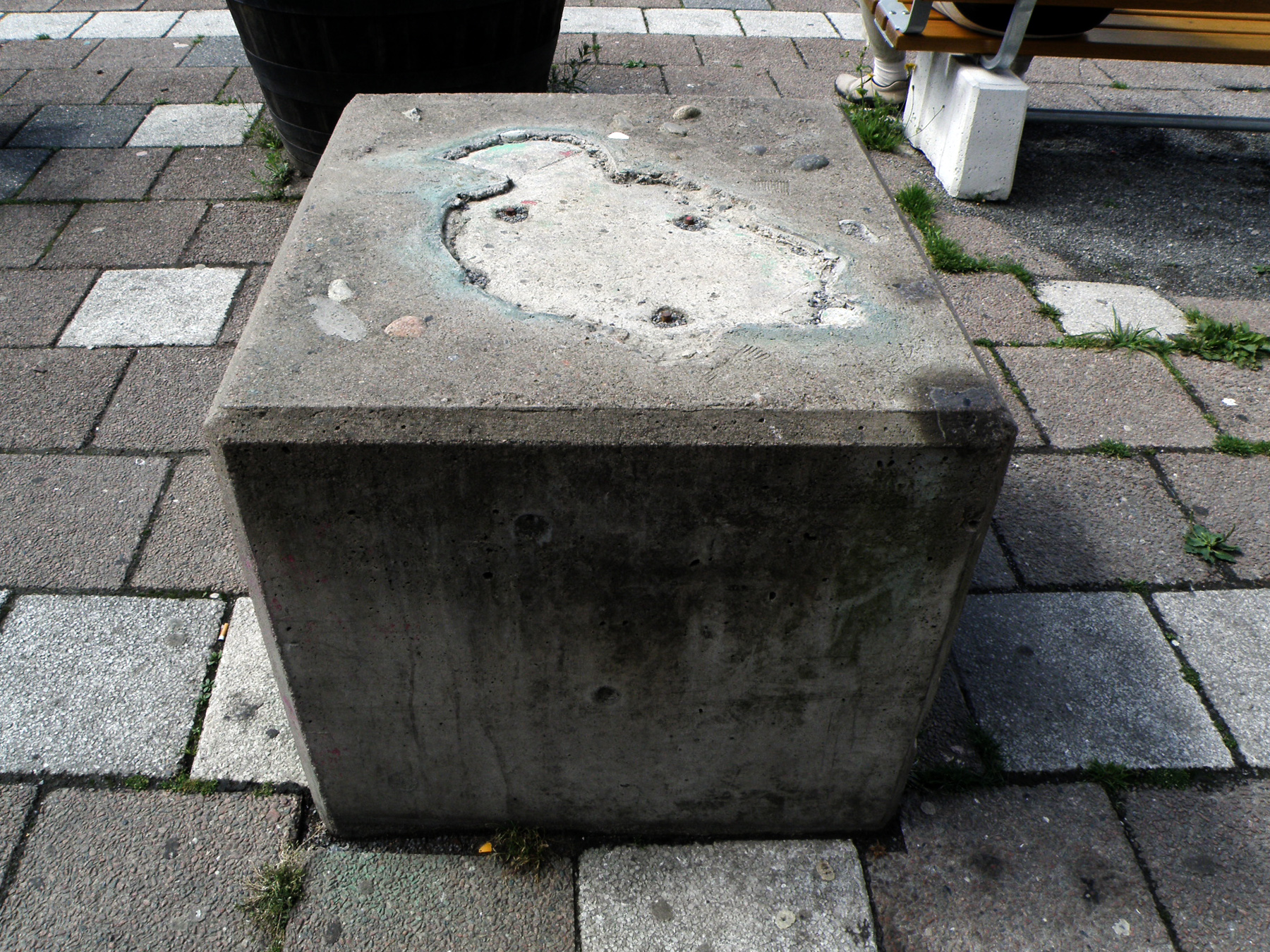
Den tomma sockeln i juli 2009